# Campeonato Mundial de Halterofilismo de 2011 - Até 77 kg masculino
A categoria até 77 kg masculino foi um evento do Campeonato Mundial de Halterofilismo de 2011, disputado na Disneyland Resort Paris, em Paris, na França, entre 9 e 10 de novembro de 2011. 

## Calendário
Horário local (UTC+1)
| Dia            | Horário | Fase    |
| -------------- | ------- | ------- |
| 9 de novembro  | 11:30   | Grupo D |
| 9 de novembro  | 16:30   | Grupo C |
| 10 de novembro | 11:00   | Grupo B |
| 10 de novembro | 16:30   | Grupo A |

## Medalhistas
| Evento    | Ouro             | Ouro   | Prata            | Prata  | Bronze                   | Bronze |
| --------- | ---------------- | ------ | ---------------- | ------ | ------------------------ | ------ |
| Arranque  | Lü Xiaojun (CHN) | 170 kg | Su Dajin (CHN)   | 166 kg | Tigran Martirosyan (ARM) | 166 kg |
| Arremesso | Su Dajin (CHN)   | 206 kg | Lü Xiaojun (CHN) | 205 kg | Sa Jae-hyouk (KOR)       | 203 kg |
| Total     | Lü Xiaojun (CHN) | 375 kg | Su Dajin (CHN)   | 372 kg | Sa Jae-hyouk (KOR)       | 360 kg |

## Recordes
Antes desta competição, o recorde mundial da prova era o seguinte:
| Recorde         | Tipo      | Atleta                   | Peso   | Local   | Data                   |
| Recorde Mundial | Arranque  | Lü Xiaojun (CHN)         | 174 kg | Goyang  | 24 de novembro de 2009 |
| Recorde Mundial | Arremesso | Oleg Perepetchenov (RUS) | 210 kg | Trenčín | 27 de abril de 2001    |
| Recorde Mundial | Total     | Lü Xiaojun (CHN)         | 378 kg | Goyang  | 24 de novembro de 2009 |

## Resultado
Os resultados foram os seguintes. 
| Pos.              | Atleta                       | Grupo | Peso  | Arranque (kg) | Arranque (kg) | Arranque (kg) | Arranque (kg)     | Arremesso (kg) | Arremesso (kg) | Arremesso (kg) | Arremesso (kg)    | Total |
| Pos.              | Atleta                       | Grupo | Peso  | 1             | 2             | 3             | Resultado         | 1              | 2              | 3              | Resultado         | Total |
| ----------------- | ---------------------------- | ----- | ----- | ------------- | ------------- | ------------- | ----------------- | -------------- | -------------- | -------------- | ----------------- | ----- |
| Medalha de ouro   | Lü Xiaojun (CHN)             | A     | 76.45 | 165           | 170           | 170           | Medalha de ouro   | 200            | 205            | 211            | Medalha de prata  | 375   |
| Medalha de prata  | Su Dajin (CHN)               | A     | 76.80 | 160           | 166           | 168           | Medalha de prata  | 201            | 206            | 211            | Medalha de ouro   | 372   |
| Medalha de bronze | Sa Jae-hyouk (KOR)           | A     | 76.94 | 157           | 157           | 165           | 5                 | 197            | 203            | 211            | Medalha de bronze | 360   |
| 4                 | Tigran Martirosyan (ARM)     | A     | 76.99 | 162           | 166           | 168           | Medalha de bronze | 190            | 200            | 202            | 6                 | 356   |
| 5                 | Ibrahim Ramadan (EGY)        | A     | 76.56 | 150           | 155           | 155           | 15                | 191            | 195            | 195            | 4                 | 345   |
| 6                 | Răzvan Martin (ROU)          | B     | 76.23 | 152           | 156           | 158           | 4                 | 180            | 186            | 193            | 9                 | 344   |
| 7                 | Hysen Pulaku (ALB)           | A     | 76.37 | 153           | 153           | 158           | 8                 | 187            | 187            | 188            | 8                 | 341   |
| 8                 | Kirill Pavlov (KAZ)          | B     | 76.44 | 146           | 151           | 155           | 12                | 177            | 183            | 189            | 7                 | 340   |
| 9                 | Pang Kum-chol (PRK)          | B     | 76.76 | 150           | 150           | 155           | 16                | 190            | 195            | 195            | 5                 | 340   |
| 10                | Arakel Mirzoyan (ARM)        | B     | 76.09 | 145           | 151           | 155           | 6                 | 175            | 183            | 189            | 13                | 338   |
| 11                | Erkand Qerimaj (ALB)         | A     | 76.59 | 152           | 152           | 155           | 11                | 186            | 186            | 190            | 10                | 338   |
| 12                | Krzysztof Szramiak (POL)     | A     | 76.99 | 153           | 156           | 156           | 10                | 184            | 188            | 189            | 12                | 337   |
| 13                | Chatuphum Chinnawong (THA)   | B     | 76.60 | 146           | 146           | 151           | 20                | 185            | 185            | 189            | 11                | 331   |
| 14                | Jakob Neufeld (GER)          | C     | 76.84 | 141           | 145           | 148           | 18                | 175            | 180            | 183            | 14                | 331   |
| 15                | Felix Ekpo (NGR)             | D     | 76.14 | 145           | 150           | 153           | 13                | 171            | 180            | 182            | 17                | 330   |
| 16                | Chad Vaughn (USA)            | B     | 76.83 | 144           | 144           | 147           | 21                | 177            | 181            | 187            | 16                | 325   |
| 17                | Adrian Ghișoiu (ROU)         | B     | 76.73 | 148           | 148           | 148           | 17                | 175            | 183            | 183            | 22                | 323   |
| 18                | Sandow Nasution (INA)        | C     | 76.86 | 130           | 136           | 140           | 30                | 170            | 180            | 183            | 15                | 323   |
| 19                | Ricardo Flores (ECU)         | C     | 76.28 | 135           | 140           | 142           | 24                | 175            | 180            | 180            | 18                | 320   |
| 20                | Yoshito Shintani (JPN)       | C     | 76.30 | 135           | 140           | 142           | 25                | 178            | 180            | 181            | 19                | 318   |
| 21                | Welisson Silva (BRA)         | C     | 76.79 | 137           | 140           | 140           | 29                | 167            | 172            | 178            | 20                | 318   |
| 22                | Antonis Martasidis (GRE)     | B     | 76.36 | 140           | 145           | 145           | 27                | 177            | 177            | 177            | 21                | 317   |
| 23                | Andrés Mata (ESP)            | C     | 76.79 | 140           | 140           | 145           | 28                | 175            | 175            | 182            | 23                | 315   |
| 24                | Muhammad Begaliev (UZB)      | C     | 73.97 | 135           | 139           | 143           | 22                | 170            | 170            | 171            | 24                | 314   |
| 25                | Wu Tsung-ling (TPE)          | C     | 76.01 | 135           | 140           | 143           | 23                | 165            | 165            | 171            | 26                | 305   |
| 26                | Jack Oliver (GBR)            | D     | 76.35 | 132           | 137           | 140           | 26                | 155            | 155            | 160            | 29                | 300   |
| 27                | Milko Tokola (FIN)           | D     | 76.12 | 130           | 134           | 135           | 31                | 156            | 161            | 165            | 27                | 295   |
| 28                | Halil Zorba (GBR)            | D     | 75.69 | 118           | 123           | 125           | 33                | 165            | 171            | 175            | 25                | 290   |
| 29                | Laurent Goyette-Demers (CAN) | D     | 76.55 | 125           | 130           | 130           | 34                | 155            | 160            | 165            | 28                | 290   |
| 30                | Gaurav Dubey (IND)           | D     | 74.84 | 125           | 129           | 132           | 32                | 155            | 155            | 160            | 30                | 284   |
| 31                | Rafael Machado (BRA)         | D     | 73.43 | 117           | 122           | 122           | 35                | 145            | 146            | 146            | 32                | 263   |
| 32                | Cathal Byrd (IRL)            | D     | 75.52 | 111           | 114           | 116           | 36                | 142            | 146            | —              | 33                | 256   |
| —                 | Alexandru Dudoglo (MDA)      | A     | 76.38 | 155           | 155           | 157           | 7                 | —              | —              | —              | —                 | —     |
| —                 | Ramzi Bahloul (TUN)          | A     | 76.93 | 153           | 157           | 157           | 9                 | —              | —              | —              | —                 | —     |
| —                 | Semih Yağcı (TUR)            | A     | 76.34 | 150           | 150           | 153           | 14                | 186            | 186            | —              | —                 | —     |
| —                 | Rami Bahloul (TUN)           | B     | 76.67 | 142           | 145           | 147           | 19                | 178            | 178            | 178            | —                 | —     |
| —                 | Dany Termignone (SUI)        | D     | 76.50 | 121           | 121           | 122           | —                 | 146            | 150            | 153            | 31                | —     |
| —                 | Iván Cambar (CUB)            | A     | 76.43 | 150           | 150           | 150           | —                 | —              | —              | —              | —                 | —     |
| —                 | Giorgio De Luca (ITA)        | B     | 76.28 | 145           | 145           | 145           | —                 | —              | —              | —              | —                 | —     |
| —                 | Krzysztof Zwarycz (POL)      | B     | 77.00 | 140           | 140           | 140           | —                 | —              | —              | —              | —                 | —     |
| DSQ               | Karol Samko (SVK)            | C     | 76.58 | 133           | 137           | 140           | —                 | 172            | 173            | 178            | —                 | —     |